# Problema de la subsecuencia más larga
En Ciencias de la Computación, el problema de la subsecuencia creciente máxima consiste en encontrar una subsecuencia de una secuencia dada donde los elementos de la subsecuencia están ordenados, de menor a mayor, y la subsecuencia sea tan larga como sea posible. Esta subsecuencia no es necesariamente continua, o única.
La subsecuencias crecientes máximas son estudiadas por varias disciplinas relacionadas con las matemáticas, incluyendo algoritmos, física y teorías de matriz aleatoria. El problema de la subsecuencia creciente máxima es soluble en O(n log n), donde n denota el tamaño de la secuencia de entrada.

## Ejemplo
En los primeros 16 términos de la secuencia de Van der Corput binaria
0, 8, 4, 12, 2, 10, 6, 14, 1, 9, 5, 13, 3, 11, 7, 15
una subsecuencia creciente máxima es
0, 2, 6, 9, 11, 15.
Esta subsecuencia tiene longitud seis; la subsecuencia de entrada no tiene
subsecuencias crecientes de tamaño siete. La subsecuencia creciente máxima en
este ejemplo no es única: por ejemplo,
0, 4, 6, 9, 11, 15 o 0, 4, 6, 9, 13, 15
son otras subsecuencias creciente de igual longitud para la misma subsecuencia de
entrada.

## Relación con otros problemas algorítmicos
El problema de la subsecuencia creciente máxima está estrechamente relacionado
con el problema de subsecuencia común más larga, que tiene una solución de
programación dinámica en tiempo cuadrático: la subsecuencia creciente máxima
de una secuencia S es la subsecuencia común máxima de S y T, donde T es
el resultado de ordenar S. Sin embargo, para el caso especial en que la entrada es
una permutaciòn de enteros 1, 2, ..., n, esta propuesta puede ser ejecutada
mucho más eficientemente , llegando a un tiempo de la forma O(n log log
n).
El clique mayor en un grafo de permutación está definido por la subsecuencia
decreciente máxima de la permutación que define al grafo; la subsecuencia
decreciente máxima es equivalente en complejidad computacional, utilizado el
opuesto de los números de entrada, a la subsecuencia creciente máxima. Así, los
algoritmos de la subsecuencia creciente máxima pueden ser usados para resolver el
problema del clique eficientemente en permutation graphs.
En la correspondencia Robinson–Schensted entre permutaciones y la tabla de Young, la longitud de la primera fila de la tabla correspondiente a la
permutaciónes igual a la longitud de la subsecuencia creciente más larga de la
permutación, y la longitud de la primera columna es igual a la longitud de la
subsecuencia decreciente más larga.

## Algoritmos eficientes
El algoritmo descrito abajo resuelve el problema de la subsecuencia creciente más
larga eficientemente con arreglos y búsqueda binaria. 
Se procesa la secuencia de elementos en orden, manteniendo la subsecuencia
creciente máxima encontrada hasta el punto actual. Denotando los valores de la
secuencia como X[0], X[1], etc. Entonces, luego de procesar X[i], el algoritmo
tendrá almacenado valores en dos arreglos:
M[j] — almacena el índice k del menor valor X[k] tal que existe una
subsecuencia creciente de longitud j que termina en X[k] en el rango k ≤ i.
Note que j ≤ k ≤ i, pues j representa la longitud de la subsecuencia
creciente, y k representa el índice de su terminación. No puede haber una
subsecuencia creciente de longitud 13 terminando en el índice 11. k ≤ i por
definición.
P[k] — almacena el índice del predecesor de X[k] en la subsecuencia creciente
máxima que termina en X[k].
Además, el algoritmo cuenta con una variable L representando la longitud de la
subsecuencia creciente máxima que se va calculando. Dado que el algoritmo usa
numeración con base cero, para mayor claridad M es iniciada con M[0], que será
aprovechado de tal forma que M[j] corresponde a la subsecuencia de longitud j.
Una implementación real puede saltarse M[0] y ajustar los índices.
Note que, en cualquier punto del algoritmo, la secuencia
X[M[1]], X[M[2]], ..., X[M[L]]
es nodecreciente.  Para, si existe una subsecuencia creciente de longitud i
terminando en X[M[i]], entonces existe también una subsecuencia de longitud
i-1 terminando en un valor más pequeño: concretamente el que termina en X[P[M 
[i]]]. Así, es posible una búsqueda binaria en esta secuencia en tiempo
logarítmico.
El algoritmo, entonces, procede de la siguiente forma:
```
 P = array of length N
 M = array of length N + 1

 L = 0
 
for
 i 
in range
 0 
to
 N-1:
   // Búsqueda binaria para el positivo más grande j ≤ L
   // tal que X[M[j]] < X[i]
   lo = 1
   hi = L
   
while
 lo ≤ hi:
     mid = ceil((lo+hi)/2)
     
if
 X[M[mid]] < X[i]:
       lo = mid+1
     
else
:
       hi = mid-1

   // Luego de buscar, lo es 1 más que la
   // longitud del prefijo más largo de X[i]
   newL = lo

   // El predecesor de X[i] es el último índice de
   // la subsecuencia de longitud newL-1
   P[i] = M[newL-1]
   M[newL] = i

   
if
 newL > L:
     // Si encontramos una subsecuencia mayor que cualquiera
     // de las ya encontradas, actualizar L
     L = newL

 // Reconstruir la subsecuencia creciente máxima
 S = array of length L
 k = M[L]
 
for
 i 
in range
 L-1 
to
 0:
   S[i] = X[k]
   k = P[k]

 
return
 S
```

Dado que el algoritmo realiza solo una búsqueda binaria por elemento de la
secuencia, su tiempo total puede ser expresado usando notación O grande como
O(n log n).Fredman (1975) analizó una variante para
este algoritmo, que se la acredita a Donald Knuth; en la variante estudiada por
él, el algoritmo examina cuando cada valor X[i]puede ser usado para extender la
subsecuencia creciente máxima actual, en tiempo constante, previo a la búsqueda
binaria. Con esta modificación, el algoritmo usa a lo sumo n
log2 n - n log2log2 n + O(n)
comparaciones en el peor caso, que es óptimo para un algoritmo basado en
comparaciones para el factor constante en el término O(n).

## Límites de tamaño
De acuerdo con el Teorema de Erdős–Szekeres, cualquier secuencia de
n2+1 enteros diferentes tiene una subsecuencia creciente o
decreciente de longitud n + 1. Para entradas donde cada permutación de la entrada es
igualmente probable, la longitud esperada de la subsecuencia creciente máxima es
aproximadamente 2√n. 
En el límite como n tiende al infinito, la longitud de la subsecuencia creciente más
larga de una secuencia permutada de forma aleatoria de n elementos tiene una
distribución aproximada a la distribución Tracy–Widom.